# Dmitrij Muratow
Dmitrij Andriejewicz Muratow, ros. Дмитрий Андреевич Муратов (ur. 30 października 1961 w Kujbyszewie) – rosyjski dziennikarz, laureat Pokojowej Nagrody Nobla za 2021 rok wspólnie z Marią Ressą z Filipin, współzałożyciel i redaktor naczelny gazety „Nowaja Gazieta”.

## Życiorys
Muratow swoją pracę dziennikarską pracę zaczynał w gazecie „Wołżskij Komsomolec”, potem został dziennikarzem „Komsomolskiej Prawdy”. Wraz z kilkoma innymi dziennikarzami w 1993 roku brał udział w założeniu prodemokratycznej gazety „Nowaja Gazieta”. Jako redaktor naczelny gazety pracował w latach 1995–2017, ponownie objął to stanowisko w 2019. Podczas pracy w gazecie był korespondentem w Czeczenii podczas I wojny czeczeńskiej. Gazeta znana jest z publikowania drażliwych tematów, takich jak korupcja rządu, fałszerstwa wyborcze, łamanie praw człowieka i inne nadużycia władzy. Jako redaktor naczelny publikował artykuły Anny Politkowskiej, które prześwietlały reżim Putina; jego gazeta brała również udział w publikacji tzw. Panama Papers. Według Komitetu Ochrony Dziennikarzy, Muratow pomógł stworzyć „jedyną naprawdę istotną gazetę o narodowym zasięgu w dzisiejszej Rosji”. Teksty ukazujące się na łamach pisma miały również wpływ na rzucenie światła na burzliwą sytuację w Czeczenii i ogólnie na Kaukazie Północnym.
W 2021 roku wspólnie z filipińską dziennikarką Marią Ressa otrzymał Pokojową Nagrodę Nobla za wysiłki na rzecz ochrony wolności słowa, która jest warunkiem wstępnym demokracji i trwałego pokoju.
W marcu 2022, Muratow wystawił na aukcji charytatywnej Medal Noblowski, a otrzymaną kwotę ponad 103 milionów USD przeznaczył w całości na pomoc ukraińskim dzieciom w ramach UNICEF.
Od 2004 roku jest członkiem rosyjskiej partii politycznej Jabłoko.

## Nagrody i wyróżnienia
- Order Honoru[13]
- Order Przyjaźni[14]
- CPJ International Press Freedom Awards, 2007[15]
- kawaler Legii Honorowej, 2010[16]
- Order Krzyża Ziemi Maryjnej, 2013[14]
- Złote Pióro Wolności, 2016[17]
- Pokojowa Nagroda Nobla, 2021 (wspólnie z Marią Ressą)[18]